# Перій-Вадулуй
Перій-Вадулуй (рум. Perii Vadului) — село у повіті Селаж в Румунії. Входить до складу комуни Ілянда.
Село розташоване на відстані 378 км на північний захід від Бухареста, 43 км на північний схід від Залеу, 63 км на північ від Клуж-Напоки.

## Населення
За даними перепису населення 2002 року у селі проживали 154 особи, з них 149 осіб (96,8%) румунів. Рідною мовою 149 осіб (96,8%) назвали румунську.